# Мирац
Мирац је насеље у општини Котор у Црној Гори. Према попису из 2003. било је 80 становника (према попису из 1991. било је 123 становника).

## Назив
Супротно од крвне освете, постојао је обичај умир или измир крви (помирење). Свака област је имала простор на којем би се то дешавало, па су нека таква места добијала назив: Мириште (Луштица), Мирац, Мирачине (између Буроња у Љешанској нахији и Комана)...

## Историја
Мирац се спомиње у писму цара Душана из Приштине 1351. године. Сава Петровић Његош пише млетачком провидуру 1745. г. да су Грбљани Шишићи нанијели зло Мирчанима.

## Демографија
У насељу Мирац живи 73 пунолетна становника, а просечна старост становништва износи 45,5 година (40,2 код мушкараца и 53,5 код жена). У насељу има 26 домаћинстава, а просечан број чланова по домаћинству је 3,08.
Ово насеље је великим делом насељено Црногорцима (према попису из 2003. године), а у последња три пописа, примећен је пад у броју становника.
|  |

| Демографија | Демографија | Демографија |
| Година      | Становника  | Становника  |
| ----------- | ----------- | ----------- |
|             |             |             |
|             |             |             |
|             |             |             |
|             |             |             |
| 1948.       | 304         |             |
| 1953.       | 351         |             |
| 1961.       | 292         |             |
| 1971.       | 258         |             |
| 1981.       | 230         |             |
| 1991.       | 123         | 123         |
| 2003.       | 80          | 80          |
|             |             |             |

| Етнички састав према попису из 2003.‍ | Етнички састав према попису из 2003.‍ | Етнички састав према попису из 2003.‍ | Етнички састав према попису из 2003.‍ | Етнички састав према попису из 2003.‍ |
| ------------------------------------ | ------------------------------------ | ------------------------------------ | ------------------------------------ | ------------------------------------ |
|                                      |                                      |                                      |                                      |                                      |
| Црногорци                            | Црногорци                            |                                      | 73                                   | 91,25%                               |
| Срби                                 | Срби                                 |                                      | 6                                    | 7,5%                                 |
| непознато                            | непознато                            |                                      | 1                                    | 1,25%                                |

| Година пописа     | 1948. | 1953. | 1961. | 1971. | 1981. | 1991. | 2003. |
| ----------------- | ----- | ----- | ----- | ----- | ----- | ----- | ----- |
| Број домаћинстава | 56    | 61    | 56    | 51    | 48    | 36    | 26    |

| Број чланова      | 1  | 2 | 3 | 4 | 5 | 6 | 7 | 8 | 9 | 10 и више | Просек |
| ----------------- | -- | - | - | - | - | - | - | - | - | --------- | ------ |
| Број домаћинстава | 26 | 6 | 8 | 1 | 5 | 2 | 3 | 1 | 0 | 0         | 0      |

| Пол    | Укупно | Неожењен/Неудата | Ожењен/Удата | Удовац/Удовица | Разведен/Разведена | Непознато |
| ------ | ------ | ---------------- | ------------ | -------------- | ------------------ | --------- |
| Мушки  | 43     | 16               | 21           | 2              | 0                  | 4         |
| Женски | 30     | 3                | 20           | 6              | 1                  | 0         |
| УКУПНО | 73     | 19               | 41           | 8              | 1                  | 4         |

| Пол    | Укупно                    | Пољопривреда, лов и шумарство | Рибарство                            | Вађење руде и камена | Прерађивачка индустрија       |
| ------ | ------------------------- | ----------------------------- | ------------------------------------ | -------------------- | ----------------------------- |
| Мушки  | 14                        | 0                             | 0                                    | 0                    | 2                             |
| Женски | 2                         | 0                             | 0                                    | 0                    | 0                             |
| УКУПНО | 16                        | 0                             | 0                                    | 0                    | 2                             |
| Пол    | Производња и снабдевање   | Грађевинарство                | Трговина                             | Хотели и ресторани   | Саобраћај, складиштење и везе |
| Мушки  | 1                         | 0                             | 1                                    | 0                    | 7                             |
| Женски | 0                         | 0                             | 0                                    | 1                    | 0                             |
| УКУПНО | 1                         | 0                             | 1                                    | 1                    | 7                             |
| Пол    | Финансијско посредовање   | Некретнине                    | Државна управа и одбрана             | Образовање           | Здравствени и социјални рад   |
| Мушки  | 0                         | 0                             | 0                                    | 0                    | 0                             |
| Женски | 0                         | 0                             | 0                                    | 1                    | 0                             |
| УКУПНО | 0                         | 0                             | 0                                    | 1                    | 0                             |
| Пол    | Остале услужне активности | Приватна домаћинства          | Екстериторијалне организације и тела | Непознато            | Непознато                     |
| Мушки  | 2                         | 0                             | 0                                    | 1                    | 1                             |
| Женски | 0                         | 0                             | 0                                    | 0                    | 0                             |
| УКУПНО | 2                         | 0                             | 0                                    | 1                    | 1                             |